# Thomas Buchanan (gouverneur du Liberia)
Pour les articles homonymes, voir Thomas Buchanan et Buchanan.
Thomas Buchanan (19 novembre 1808 - 3 septembre 1841) est le premier gouverneur du Liberia et cousin de James Buchanan, président des États-Unis. Il arrive au Libéria, en tant qu'envoyé spécial de l'American Colonization Society dans les années 1830. Il travaille d'abord en tant qu'administrateur dans le Grand Bassa, dont la capitale est nommée Buchanan en son honneur. En 1839, il est envoyé à Monrovia, où il devient le premier gouverneur du Libéria après la mort de Jehudi Ashmun. Il sert du 1er avril 1839 jusqu'à sa mort le 3 septembre 1841.